# ویرژینی لدواین
ویرژینی لُدُوایَن (به فرانسوی Virginie Ledoyen) بازیگر زن فرانسوی است.
او در فیلم بدرود، ملکه من بازی کرده‌است.

## زندگی‌نامه
ویرژینی لدواین در ۱۵ نوامبر ۱۹۷۶ در پاریس در خانواده ای اسپانیایی‌تبار زاده شد و کودکی خود را در شهر اوبرویلیه گذارند. پدر وی برنارد فرناندز، یک تاجر فرانسوی با اصالت اسپانیایی است و مادرش اولگا رستوران دار فرانسوی است.
او ابتدا به عنوان مدل مشغول به فعالیت بود و بعداً نام هنری "Ledoyen" را از مادربزرگ مادری خود، که یک هنرپیشه تئاتر بود برگزید.
او کار در سینما را از سن ۹ سالگی با بازی در فیلم شروع (۱۹۸۶)، آغاز نمود. به خاطر بازی در فیلم La Fille seule (1995) نامزد جایزه سزار شد.
در سال ۲۰۰۰ او در کنار لئوناردو دی کاپریو در فیلم ساحل ساخته دنی بویل به ایفای نقش پرداخت. همچنین در یک مینی سریال تلویزیونی به نام بینوایان به کارگردانی ژوزه دیان نقش آفرینی کرد.

در ۲۹ سپتامبر ۲۰۰۱ اولین فرزند خود Lila را به دنیا آورد. دو سال بعد فرانسوا اوزون او را برای بازی در فیلم(۲۰۰۰) ۸زن انتخاب کرد. او با بازی در این فیلم جایزه خرس نقره ای بهترین بازیگر زن از جشنواره برلین را از آن خود کرد.
لداوین در فاصله سالهای ۲۰۰۶ تا ۲۰۰۸ در در فیلمهای زیادی شرکت داشته که از این میان می‌توان به فقط یک بوسه، لطفا (۲۰۰۷) ساخته امانوئل موره اشاره کرد.
وی در سال ۲۰۱۳ به عضویت هیئت داوران جشنواره فیلم ونیز به ریاست برناردو برتولوچی منصوب شد.